# Amanita punctata
Amanita punctata är en svampart som först beskrevs av Cleland & Cheel, och fick sitt nu gällande namn av D.A. Reid 1980. Amanita punctata ingår i släktet flugsvampar och familjen Amanitaceae.   Inga underarter finns listade i Catalogue of Life.